# Laienbuddhismus
Der Begriff Laienbuddhismus bezeichnet buddhistische Praxis und Lehre, wenn sie nicht von Mönchen oder Nonnen ausgeübt bzw. gelehrt wird. Lebensweise, Praxis sowie die Stellung von Laien und nichtordinierten Praktizierenden in der buddhistischen Gemeinschaft (Sangha) variieren sehr, je nach Ausrichtung der einzelnen Schulen.

## Begriffsgeschichte

### Historischer Hintergrund
Oft wird mit der buddhistischen Praxis eine rein monastische Lebensausrichtung in Verbindung gebracht: Buddha Shakyamuni selbst gab das Haushälterleben auf, zog sich in die Wälder zurück und folgte einem weltabgeschiedenen kontemplativen Leben. Auch ordinierte er einen Großteil seiner Schüler und sie folgten dem zölibatären, weltentsagendem Lebensstil.
Eine der Handlungen des Buddha war, sicherzustellen, dass vor seinem Tod, die vier Arten der Versammlung (der Schüler des Buddha) in Existenz kamen. Alle vier werden als Garant für Erhalt und Weitergabe der Lehren beschrieben. Sie bestehen aus den Laienanhängern, Laienanhängerinnen, Mönchen und Nonnen und werden unter dem Begriff Vierfache Gemeinschaft zusammengefasst.
Nach Buddhas Tod wurde die buddhistische Lehre hauptsächlich über Ordinierte weitergegeben, die sich ein ganzes Leben lang dem Studium und der Praxis der Lehren widmen konnten. Laien wiederum unterstützten die Ordinierten und erhielten von ihnen Unterweisungen. So wurde der Buddhismus hauptsächlich in Klöstern tradiert während Laien eine wesentliche Rolle in der materiellen Unterstützung der Klöster spielten.
Im 17. und 18. Jahrhundert kam es zu ersten Kontakten von westlichen Menschen mit dem Buddhismus durch christliche Missionare, die selbst mönchisch organisiert waren. So wurden die buddhistischen Lehren anfangs mit einer christlichen Interpretation in westliche Länder wie beispielsweise England und Deutschland vermittelt und die buddhistische Gemeinschaft aus der Perspektive der eigenen Organisationsform gesehen.
Autoren wie der Soziologe Max Weber oder der britische Indologe Edward Conze kamen zu dem Schluss, es handle sich beim Buddhismus um eine „elitäre Mönchsreligion“. Sie bezogen sich dabei in erster Linie auf die Lehrreden des Buddha für Ordensmitglieder (Vinaya), welche einen Großteil aller Lehrreden, die in Drei Körben (Tripitaka) zusammengefasst sind, ausmachen. Der zweite Korb der Lehrreden des Pali-Kanons, der Suttapitaka, beinhaltet jedoch auch über 360 Lehrreden, die für die nicht ordinierten Schüler Buddhas bestimmt sind. Dazu gehört u. a. das „Buch der Hausväter“ (gahapativagga).
Auch große indische Mönchs-Gelehrte und Tantriker, wie z. B. Nagarjuna verfassten zahlreiche Abhandlungen für Laien.

### Begriffsbestimmung
Die Ausdrücke „Mönch/Nonne“ und „Laie“ entstammen der abendländisch-christlichen Tradition und sind deshalb an sich schon problematisch zur Beschreibung der buddhistischen Gemeinschaft, die jeden Menschen umfasst, der Buddhas Lehre folgt. So wird im aktuellen „Wahrig. Deutsches Wörterbuch“ der Laie definiert als „jemand, der von einem bestimmten (Fach) nichts versteht“. Deshalb wird an mancher Stelle auch der Begriff „Nichtordinierte“ bevorzugt. Das Wort „Laie“ wird in der buddhistischen Literatur dennoch häufig verwendet (Richard Gombrich, Edward Conze u. a.), da der Begriff auch im christlich-religiösen Kontext nicht als Gegenwort zu „Fachmann“ verwendet wird, sondern als Gegenwort zu „Geistlicher“.
Buddha selbst verwendete für Nichtordinierte zwei Bezeichnungen: „gahapati“ (Hausvater) bzw. „gahapatikā“ (Hausmutter) und „upāsaka/upāsikā“, was wörtlich ein „Dabeisitzender“ ist, aber meist mit „Anhänger/Anhängerin“ übersetzt wird. Ebenfalls nicht zur Mönchsgemeinschaft, sondern zu den Laienschülern gehörten die Wanderasketen (Pali: samana), die in Hauslosigkeit lebten und materiellem Besitz entsagt hatten. Das konnten sogar Wanderasketen anderer philosophischer Schulen sein. Die sogenannten Laienschüler oder -anhänger waren also Hausleute und andere Laien, die Zuflucht zu Buddha und seinen Lehren (Sanskrit: Dharma) genommen hatten.

## Verschiedene Strukturen auf Grund unterschiedlicher Bedingungen
Grundsätzlich wandte sich der historische Buddha Shakyamuni an alle Menschen. Auf Grund ihrer oft sehr verschiedenen sozialen, kulturellen und individuellen Bedingungen gibt es aber unterschiedliche Wege zum Ziel, der Erleuchtung. Der Buddhismus beansprucht, dass dieses Wissen um Weg und Ziel der Praxis und die Erfahrung von Befreiung und Erleuchtung unabhängig von kulturellen Rahmenbedingungen oder gesellschaftlichen Positionen vermittelt werden kann. Heute stehen buddhistische Praxiswege aus verschiedenen Epochen und Regionen in großer Vielfalt nebeneinander. Die sich je nach Schule und Tradition unterscheidenden Schwerpunkte bei Meditationen, Verhaltensregeln und theoretischen Erläuterungen bedeuten auch eine unterschiedliche Sicht auf die Nichtordinierten.
Trotz der Unterschiede in der Form, wie Buddhismus praktiziert wird, sind grundlegende Inhalte jedoch gleich, unabhängig davon, ob man als Laie oder Ordinierter praktiziert. Wichtiges Beispiel hierfür ist das Sich-Üben in den Tugenden der Paramitas, zu denen auch die Fünf Silas gehören.

## Aspekte des Laienbuddhismus in unterschiedlichen Schulrichtungen und asiatischen Ursprungsländern

### Theravada
Für die zum Theravada zählenden Schulen stehen die frühesten schriftlich überlieferten Belehrungen Buddhas im Mittelpunkt. Das Studieren der Texte und die Weitergabe von Belehrungen wurde fast ausschließlich von Ordinierten ausgeführt. Sie galten als „die“ Gemeinschaft der Praktizierenden schlechthin (Sangha). Die Funktion der Laien beschränkte sich im Alltag zu großen Teilen auf die Rolle eines „Dabeisitzenden“ (upāsaka), der das Mönchswesen unterstützte. Zu bestimmten Zeiten, wie z. B. den Uposatha-Feiertagen, war es für Laien üblich, nach den Anforderungen der Ordinierten zu praktizieren.
In Thailand ist es Brauch, dass junge Männer ein bis drei Jahre als Mönche leben, um anschließend wieder in den Laienstand zurückzutreten, und erst dann eine Familie gründen. Sowohl die Ordination, als auch die Rückkehr in den Laienstand, werden mit einem Fest begangen.
Nach der Lehrmeinung des Theravada ist der Eintritt in das Nirwana für einen Laien nicht möglich. Jedoch soll Wohltätigkeit in allen Lebensbereichen (Sanskrit:dāna) gute Bedingungen schaffen, um in einem nächsten Leben eine Wiedergeburt als Mönch zu erlangen, was als Grundvoraussetzung betrachtet wird, Erleuchtung im Sinne eines Arhat zu erlangen.

### Mahayana
Nach den Lehren des Mahayana, zu denen auch Vajrayana, Zen und Chan gehören, ist es auch Nichtordinierten (Laien) möglich, Erleuchtung zu erlangen. Dies steht in enger Verbindung mit der Vorstellung des Bodhisattva-Ideals und dem des „Erleuchtungsgeistes“ (Bodhicitta). Demzufolge wird das eigene Bedürfnis, für sich selbst Erleuchtung zu erlangen, hintangestellt, um zum Besten aller Wesen zu wirken und ihnen somit zu helfen, ebenfalls aus dem Daseinskreislauf des Leidens (Samsara) herauszutreten.
Im Vimalakirti-Sutra, einem im Mahayana geschätzten Lehrtext, der von einem „Haushälter“, also Laien gegeben wurde, heißt es, man solle „das Glück der Weltabgeschiedenheit nicht für das höchste halten; sich nicht an das eigene Glück hängen, sondern an dem Glück anderer sich freuen“.
Ein Bodhisattva wird den Mahayana-Lehren zufolge letztlich den Weg wählen, auf dem er am meisten von Nutzen für andere sein kann und davon abhängig machen, ob er als Ordinierter oder Laie praktiziert.
Gerade die Haltung des Mahayana, dass das höchste Ziel des Buddhismus – die Erleuchtung – nicht nur Mönchen und Nonnen vorbehalten ist, trug in vielen Ländern zur Ausbreitung und Akzeptanz der buddhistischen Lehre mit bei, beispielsweise in China und Japan.

### Laienbuddhismus in China
Die Entwicklung des Buddhismus in China wurde beeinflusst durch die vorherrschende Sozialethik, dass zu den ersten Pflichten des Menschen die Familienfürsorge und ihr Erhalt gehören. Dadurch kam bereits in den Anfängen des chinesischen Buddhismus im 3. Jh. den Laien eine wichtige Rolle zu. Die Anzahl der Mönche und Novizen war dementsprechend eher gering.
Ein weiterer Grund für eine stärkere Ausrichtung am Laienbuddhismus war, dass ein Wachstum des Klerus von den Regierenden mehrfach in der Geschichte Chinas als der Wirtschaft abträglich wahrgenommen wurde. Sie sahen darin die Gefahr, zu hohe Verluste an Arbeitskräften und Steuereinbußen zu verzeichnen. Im Jahr 845, während der Tang-Dynastie, führte dies zu landesweiten Zerstörungen von Klöstern, Bücherverbrennungen, zwangsweiser Rückkehr Ordinierter in den Laienstand und sogar Hinrichtungen.

### Laienbuddhismus in Japan
In Japan entwickelten sich im Mittelalter verstärkt buddhistische Laiengruppierungen, mitunter aufgrund politischer Hintergründe. Eine bedeutende Rolle spielten hierbei die erstmals im 11. Jahrhundert in großen Zahlen aufkommenden, sogenannten Hijiri (聖; wörtl. „Heilige“), Laien oder ehemalige ordinierte Mönche, die ohne Anerkennung durch die Regierung als Wandermönche durch das Land und die Städte zogen, um ihre oft eklektischen Lehren unter dem gemeinen Volk zu verbreiten.
Eine im sino-japanischen Raum (China, Korea, Japan, Taiwan, Vietnam, Singapur) weit verbreitete Schulrichtung mit vielen Laienanhängern ist der Amidismus. Dieser teilt sich in mehrere Unterschulen auf, deren größte die von Shinran Shōnin (* 1173; † 1263) gestiftete Jōdo-Shinshū ist (dt.: Wahre Schule des Reinen Landes). Sie wird fälschlicherweise häufig als „reine Laienbewegung“ dargestellt. In ihr wird jedoch großer Wert auf das Prinzip des „hisō hizoku“, „weder Mönch noch Laie“, gelegt. Ihren Tempeln steht eine Priesterschaft vor, die nicht zölibatär ist. Die Vorsteherschaft der größten Jōdo-Shinshū-Sekten wird an leibliche Kinder vererbt.
Die erste große, reine Laienbewegung Japans ist die von der Nichiren-Shōshū abgespaltene Sōka Gakkai mit ca. 20 Millionen Mitgliedern.
Sowohl im Amidismus, als auch in den von Nichiren geprägten neuen Religionen in Japan spielen die altbuddhistischen Lehren eine untergeordnete Rolle, weshalb einige Religionswissenschaftler und Buddhologen teilweise von einer „Verflachung“ des Buddhismus sprechen.

### Laienbuddhismus in Tibet
In den tibetisch-buddhistischen Schulen der Nyingma, Sakya und Kagyüpa zählen seit jeher sowohl Ordinierte als auch Laien zu den wichtigsten Lehrern. Das gilt auch für die Gelugpa-Schule, obwohl sie stark monastisch orientiert ist.
Der Dalai Lama als ein hoher Vertreter der Gelugpa-Schule ist der Ansicht, dass die volle Ordination dem Laienstand vorzuziehen sei, da er das Freisein von Familie und Besitz als wichtigen Faktor der Unabhängigkeit betrachtet, welches eine Intensivierung der eigenen spirituellen Praxis ermögliche. Der Hauptzweck der Sexualität sei für ihn, Kinder zu zeugen. Auch sei es tugendhafter, den Vinaya-Regeln zu folgen, in denen u. a. die Verhaltensregeln für buddhistische Mönche und Nonnen festgelegt sind und die die Basis bilden, auf der die Ordensgemeinschaft gebaut ist. Er rät jedoch wie die meisten buddhistischen Lehrer vorsorglich davon ab, Gelübde abzugeben, deren Einhaltung man nicht gewährleisten könne.
Auf Grund der Bevorzugung des monastischen Stils der Gelugpa betrachtet der Dalai Lama einige Aspekte und Praxiselemente anderer tibetischer Schulen kritisch.
Die frühesten Beispiele für ein der Praxis und Verwirklichung der Erleuchtung gewidmetes Leben außerhalb der Gemeinschaft der Mönche und Nonnen waren die indischen Mahasiddhas, die den Buddhismus in Tibet stark beeinflussten. Seit Buddhas Zeiten zeigen sie die Verwirklichung aus den unterschiedlichsten Lebensbedingungen heraus. Zu ihnen gehörten Bauern und Könige genauso wie ungebundene Yogis am Rande der Gesellschaft, die oft einen unkonventionellen Lebensstil bevorzugten und zum Beispiel Jahre zurückgezogen in Höhlen verbrachten, um dort zu meditieren.

### Einige Beispiele bekannter „Laien“ im Buddhismus
- Laie P'ang, auch P'ang-yün Tao-hsüan, (ca. * 704; † 808) aus Heng-yang in China war ein wohlhabender Geschäftsmann, der eines Tages sein Haus als Tempel zur Verfügung stellte, seinen sonstigen Besitz in einem See versenkte und fortan mit seiner Tochter auf Pilgerschaft ging und viele Ch'an-Meister aufsuchte. Er wurde noch zu Lebzeiten mit Vimalakirti verglichen.[13]

- Saraha, der im späten 8. Jh. in Indien lebte. Nachdem er das Klosterleben und sein Amt an der buddhistischen Universität Nalanda verlassen hatte, nahm er sich eine Partnerin und sagte daraufhin: „Erst jetzt bin ich ein wirklich reiner Bhikkhu“, womit er gängige Wertvorstellungen in Frage stellte.[14]

- Marpa (* 1012; † 1097), ein Übersetzer (Lotsawa) und buddhistischer Meister, der in seiner äußeren Lebensweise als Haushälter lebte und der sich neben seiner Praxis – beziehungsweise sogar als Teil der Praxis – um Hof, Geschäft und Familie kümmerte.

- Machig Labdrön (* 1055; † 1149), tantrische Meisterin und Begründerin der Chöd-Praxis (die Praxis vom Abschneiden der falschen Ich-Vorstellungen), die selbst Mutter war und als Inkarnation von Yeshe Tsogyal galt, der Partnerin Padmasambhavas.[15]

- Drukpa Künleg, tantrischer Meister des 16. Jh. aus Tibet, der mit seinen „lästerlichen Gesängen“ auf zwar provozierende, aber auch sehr humorvolle Weise den Menschen ihre Fehler aufzeigte und sie so zu tiefer Einsicht geführt haben soll, ohne dabei Rücksicht auf Titel oder Status der Person zu nehmen[16].

## Laienbuddhismus im Westen
Anfang des 20. Jahrhunderts stellte sich mit dem Wunsch, buddhistische Gemeinden im Westen zu etablieren, die Frage, in welcher Form dies möglich sei. 1908 schlugen in Deutschland die ersten Bemühungen fehl, buddhistische Klöster zu gründen. Dies lag zum einen daran, dass die finanzielle Unterstützung durch die Laienanhänger fehlte, da deren Zahl damals begrenzt war. Zum anderen galt es abzuwägen, inwieweit es sinnvoll sei, Lebensformen zu übernehmen, die im direkten Zusammenhang mit den Bedingungen in den asiatischen Ursprungsländern des Buddhismus zusammenhingen und somit an bestimmte Orte und Zeiten gebunden waren. So merkt Alois Payer hierzu an: „Außerdem konnte man nichts Falscheres tun, als asiatische Formen zu importieren, die für einen Europäer den Geist und das innere Wesen des Buddhismus eher verdecken.“ Zusätzlich bestand die Sorge, durch die Übernahme bestimmter Rituale und Traditionen den Eindruck des Exotentums zu erwecken.
In den USA gab es mitunter andere Entwicklungswege. Beispielsweise wurden 1969 The Zen Mission Society und 1970 das Kloster Shasta Abbey von Jiu Kennett Roshi in Kalifornien gegründet, in denen anfangs ein gemeinschaftliches Leben von Ordinierten und Verheirateten als Lehrer und Praktizierende versucht wurde, deren Lebensbereiche ansonsten traditionell getrennt sind. Als dies durch die unterschiedlichen Lebensstile zu Reibereien führte, entschied man sich dafür, dass in den Klöstern ausschließlich Ordinierte sesshaft sind, während für Laien Seminare und „Tage der Einkehr“ gegeben werden.
Mit der wachsenden Zahl von Buddhisten in den Industrienationen wurde die Gründung von Klöstern vom Prinzip her möglich. Doch ist eines der Merkmale des Buddhismus im Westen eine zunehmende Auflösung der traditionellen Unterscheidung zwischen Laien- und Mönchstum sowie eine verminderte Bedeutung des Mönchs-Buddhismus.
Insgesamt wird der Laienbuddhismus in den Ländern Europas und in den USA bevorzugt praktiziert, da er kaum Änderungen des im Westen üblichen Lebensstils erfordert, um die Lehren Buddhas anwenden zu können. Darüber hinaus ermöglichen es die materiell günstigen Lebensumstände, Zeit für Studium und Praxis der buddhistischen Lehre aufzubringen, ohne sich von der Welt komplett zurückziehen zu müssen. Hinzu kommt, dass die Entscheidung, Buddhist zu werden, hier eine ganz bewusste statt einer traditionellen Gegebenheit ist. „Denn hier im Westen gibt es eigentlich nicht den passiven buddhistischen „Laien“, wie die im Berufs- und Familienleben stehenden oft genannt werden. Wer sich hier ganz bewusst für den Buddhismus entscheidet, möchte die Lehre studieren und in der Übung verwirklichen“, wie 2005 die damalige Vorsitzende der Deutschen Buddhistischen Union resümierte. Dies bezieht sich nicht nur auf die Schulen des Mahayana, in denen die Rolle des Laien von vornherein eine aktivere war, sondern auch auf die Schulen des Theravada.
Auf Kritik stößt die Entwicklung im Westen dort, wo die Meinung vertreten wird, der Buddhismus sei erst dann in einer Gesellschaft verwurzelt, wenn sich eine Ordensgemeinschaft etabliert habe und in einem reinen Laienbuddhismus ein Werteverfall gesehen wird.
Peter Riedl, Gründer und Herausgeber der Zeitschrift „Ursache & Wirkung“ und ehemaliger Präsident der Österreichischen Buddhistischen Religionsgesellschaft sagte: „Immer werden es die praktizierenden Menschen sein, die bestimmen, welchen Weg sie gehen und welche Methoden sie annehmen“.
Lama Ole Nydahl und Lopön Tsechu Rinpoche wiederum, Lehrer der Karma-Kagyü-Linie des tibetischen Buddhismus, sehen in einem starken Laienbuddhismus die Chance, den Buddhismus im Westen sowohl lebendig zu halten als auch die Möglichkeit, sich von überholten, starren Strukturen zu trennen und in einer dem Westen angemessenen Weise zu vermitteln, ohne dabei jedoch den traditionellen Weg der Ordination abzulehnen.
Generell zielt der Laienbuddhismus im Westen auf die Entwicklung von Achtsamkeit, Klarheit und Selbstständigkeit in der heutigen Welt. Inhaltlich steht er auf drei Säulen: dem Studium der Lehren Buddhas, Meditation und dem Umsetzen des Dharma im Alltag.

## Referenzen und Fußnoten
1. ↑  G.W.Leibniz: Das Neueste von China, Novissima Sinica. Hrsg. Heinz-Günther Nesselrath und Hermann Reinbothe, Köln, 1979, S. 9
2. ↑  Arthur Schopenhauer: „Über den Willen in der Natur“, Zürich, 1977, S. 205
3. ↑  Fritz Schäfer: Der Buddha sprach nicht nur für Mönche und Nonnen. Die ganze Lehre erstmals nach seinen Reden für Nichtasketen, Werner Kristkeitz Verlag, Heidelberg-Leimen (2002), ISBN 3-921508-80-0
4. ↑  Vimalakirti-Nirdesha, Jakob Fischer, Yokota Takezo, Kawase Kozyun: Vimalakirti-Sutra, Angkor-Verlag, Neuaufl. (März 2005), ISBN 3-936018-31-6
5. ↑  Damien Keown: Lexikon des Buddhismus, Patmos-Verlag in Abstimmung mit Oxford University Press, Düsseldorf (2005), ISBN 3-491-72488-0
6. ↑  Dennis Hirota: „Plain Words on the Pure Land Way“, in: George J. Tanabe, Jr. (Hrsg.): Religions of Japan in Practice, Princeton Readings in Religions, Princeton University Press, Princeton 1999. ISBN 0-691-05788-5. S. 268.
7. ↑  u. a.:Frank Reiner Scheck; Manfred Görgens: Buddhismus, DuMont-Verlag, Köln, 4. Auflage (2004), S. 141f., ISBN 3-8321-3601-0
8. ↑  Unter anderem: Helwig Schmidt-Glintzer: Der Buddhismus;Heinz Bechert, Richard Gombrich (Hrsg.): Der Buddhismus. Geschichte und Gegenwart
9. ↑  Dalai Lama: Das kleine Buch vom rechten Leben, HERDER spektrum, Freiburg im Breisgau 1998, ISBN 978-3-451-04949-1
10. ↑  XIV. Dalai Lama: Der Tibetische Buddhismus und der Westen, Bastei-Lübbe, Köln Sept.2005, ISBN 3-404-66401-9
11. ↑  Thomas Laird, XIV. Dalai Lama: Tibet. Die Geschichte meines Landes, Scherz-Verlag, Frankfurt am Main Okt 2006, ISBN 3-502-15000-1
12. ↑  Keith Dowman: Die Meister des Mahamudra, Diederichs-Verlag, München (1991), ISBN 3-424-01076-6
13. ↑  P'ang Yun: Recorded Sayings of Layman P'ang, Weatherhill (1972), ISBN 0-8348-0057-8
14. ↑  Keith Dowman: DER HEILIGE NARR; Das liederliche Leben und die lästerlichen Gesänge des tantrischen Meisters Drukpa Künleg, S. 9, O.W. Barth-Verlag, Frankfurt am Main (1980), ISBN 3-502-61159-9
15. ↑  Tsültrim Allione: Tibets Weise Frauen, Theseus 2001, ISBN 3-89620-162-X
16. ↑  Keith Dowman: DER HEILIGE NARR; Das liederliche Leben und die lästerlichen Gesänge des tantrischen Meisters Drukpa Künleg, O.W. Barth-Verlag, Frankfurt am Main (1980), ISBN 3-502-61159-9
17. ↑  Vortrag von Alois Payer(Dozent für Indologie und Vergleichende Religionswissenschaften an der Eberhard Karls Universität Tübingen) „Buddhismus im Westen:Beispiele aus Deutschland und den USA“
18. ↑  „For all the diversity of Buddhist practices in the West, general trends in the recent transformations of Buddhist practice ... can be identified. These include an erosion of the distinction between professional and lay Buddhists; a decentralization of doctrinal authority; a diminished role for Buddhist monastics; an increasing spirit of egalitarianism; greater leadership roles for women; greater social activism; and, in many cases, an increasing emphasis on the psychological, as opposed to the purely religious, nature of practice.“ Wallace, Alan (2002). „The Spectrum of Buddhist Practice in the West“ in Charles Prebish & Martin Baumann (eds.), Westward Dharma: Buddhism Beyond Asia. Berkeley:University of California Press. ISBN 0-520-22625-9, S. 35 (Memento des Originals vom 10. Oktober 2006 im Internet Archive)  Info: Der Archivlink wurde automatisch eingesetzt und noch nicht geprüft. Bitte prüfe Original- und Archivlink gemäß Anleitung und entferne dann diesen Hinweis. (PDF-Datei; 110 kB)
19. ↑  Sangharakshita (Gründer des Western Buddhist Order und der Friends of the Western Buddhist Order): Buddhismus im Westen; Die Integration des Buddhismus in die Westliche Gesellschaft, DO-Publikationen, ISBN 3-929447-01-0
20. ↑  Pressemitteilung der DBU 2005 (Memento des Originals vom 28. September 2007 im Internet Archive)  Info: Der Archivlink wurde automatisch eingesetzt und noch nicht geprüft. Bitte prüfe Original- und Archivlink gemäß Anleitung und entferne dann diesen Hinweis.
21. ↑  Förderverein des Theravada/Berlin: „Der Theravada-Buddhismus im Westen. Bestandsaufnahme und Perspektiven.“ (Memento des Originals vom 30. September 2007 im Internet Archive)  Info: Der Archivlink wurde automatisch eingesetzt und noch nicht geprüft. Bitte prüfe Original- und Archivlink gemäß Anleitung und entferne dann diesen Hinweis.
22. ↑  Sicht eines Bhikkhu (buddh. Mönches) über die Notwendigkeit der Enthaltsamkeit
23. ↑  U&W-Artikel, Univ.Prof.Dr. Peter Riedel: „Gibt es einen westlichen Buddhismus?“ (Memento des Originals vom 2. Dezember 2010 im Internet Archive)  Info: Der Archivlink wurde automatisch eingesetzt und noch nicht geprüft. Bitte prüfe Original- und Archivlink gemäß Anleitung und entferne dann diesen Hinweis.
24. ↑  Buddhismus Heute, Nr. 24 (1997) Ein natürlicher und wichtiger Weg, Lopön Tsechu Rinpoche über den Laienbuddhismus

## Weitere Quellen und Literaturhinweise
- Helwig Schmidt-Glintzer, Der Buddhismus, C.H:Beck-Verlag, ISBN 3-406-50867-7
- Heinz Bechert, Richard Gombrich (Hrsg.), Der Buddhismus. Geschichte und Gegenwart., C.H.Beck (Mrz 2000), ISBN 3-406-42138-5